# Nepenthes mikei
Nepenthes mikei este o specie de plante carnivore din genul Nepenthes, familia Nepenthaceae, ordinul Caryophyllales, descrisă de B. Salmon și Maulder. Conform Catalogue of Life specia Nepenthes mikei nu are subspecii cunoscute.

## Galerie de imagini

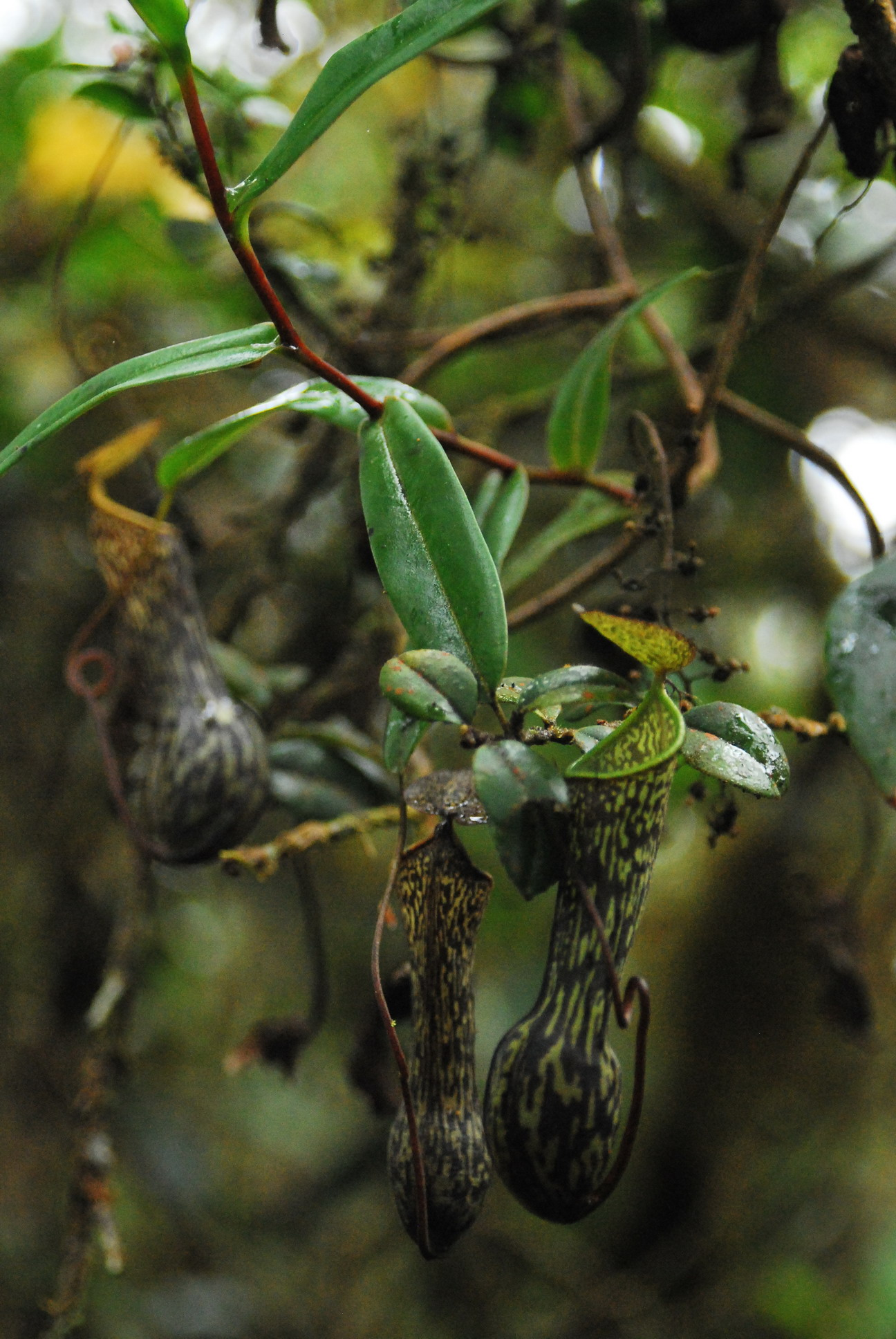
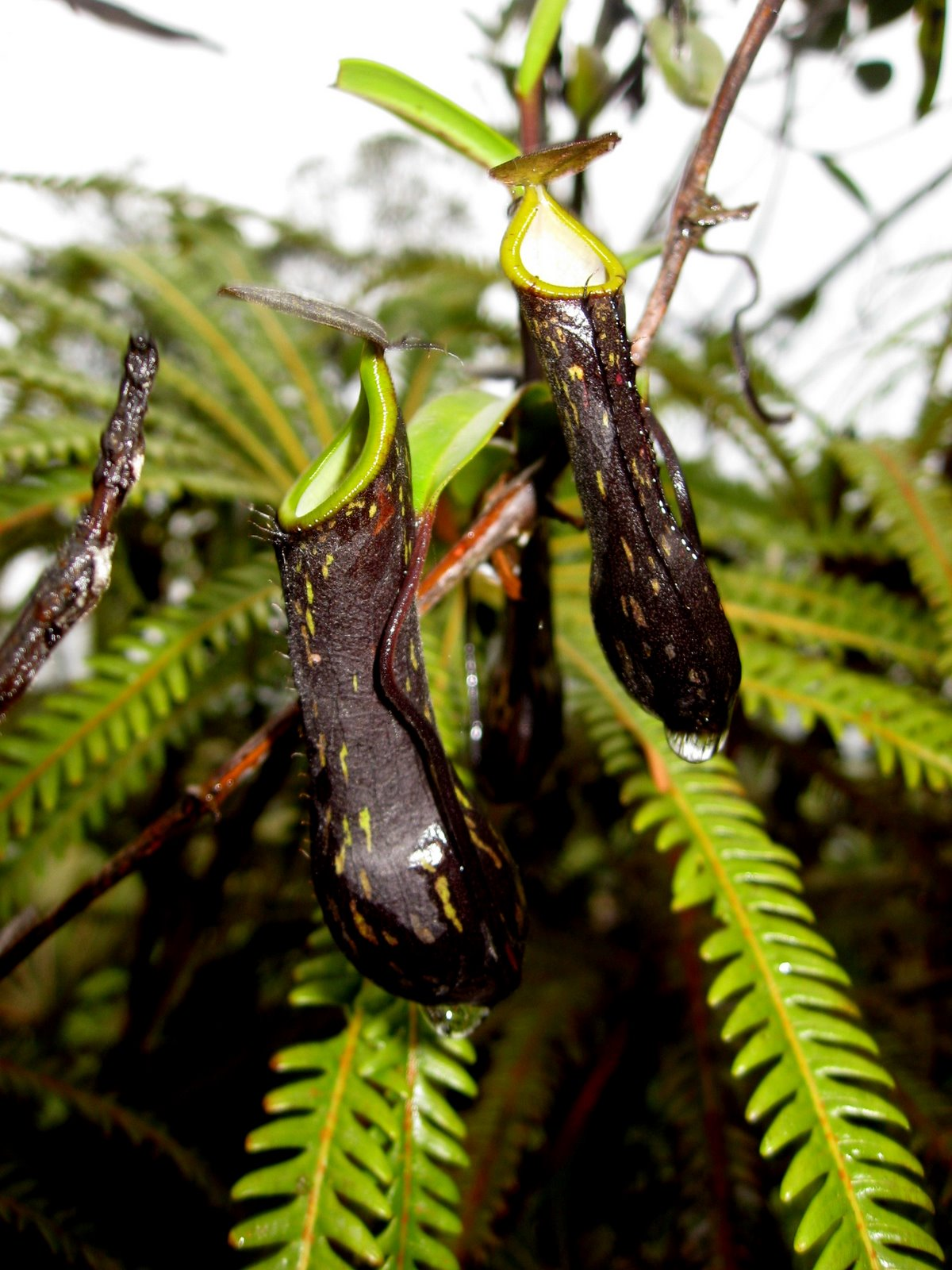
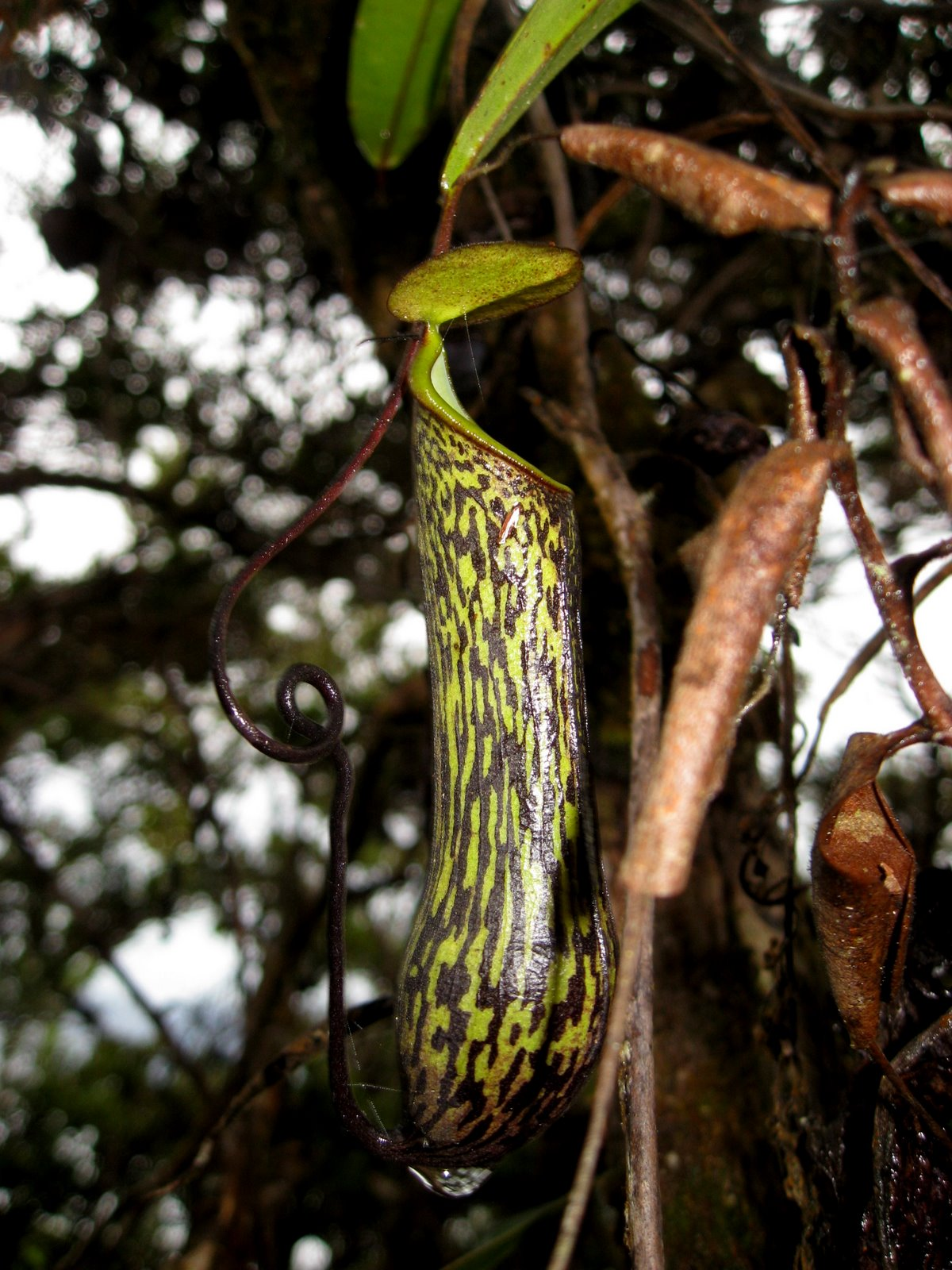
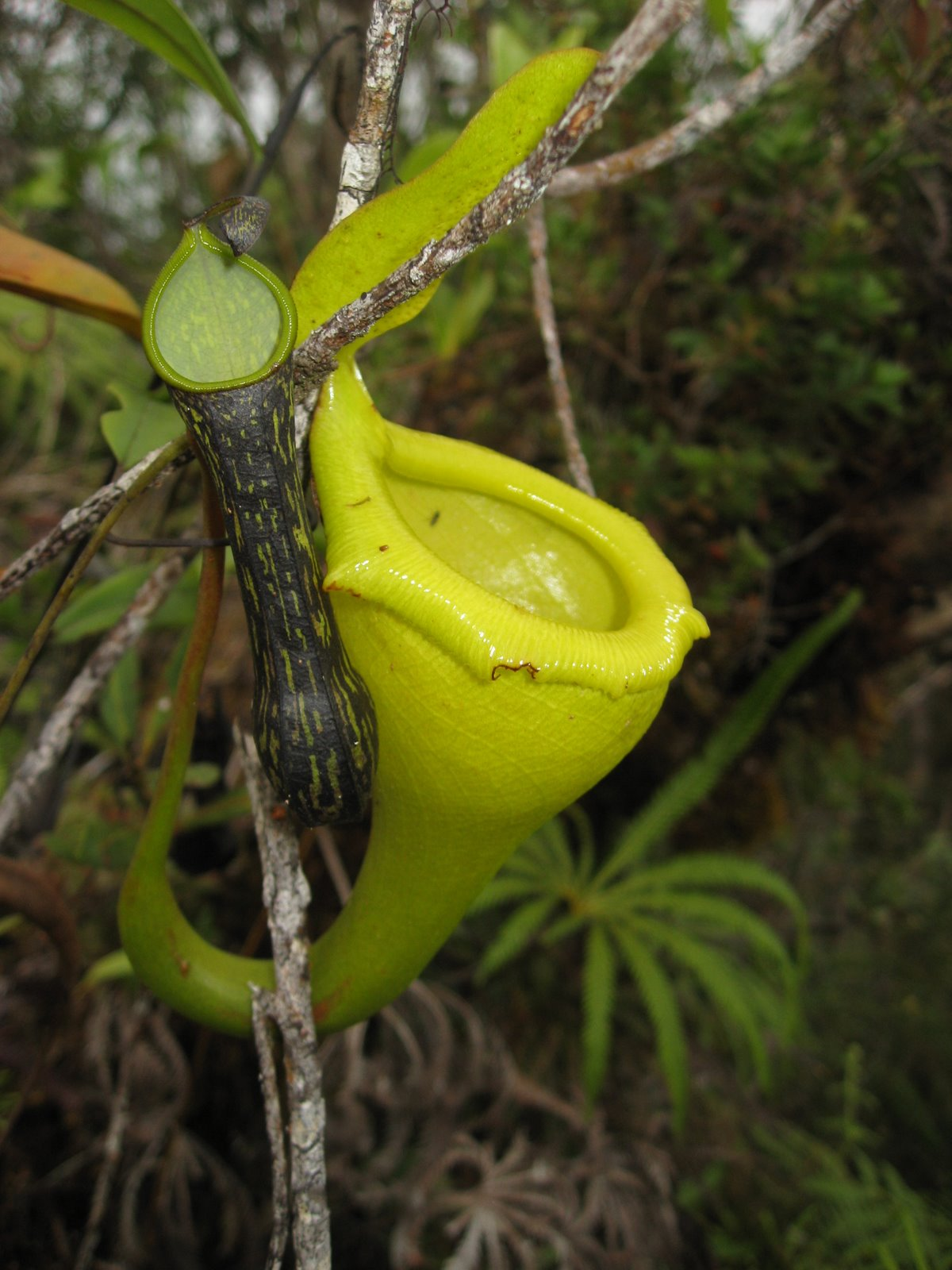
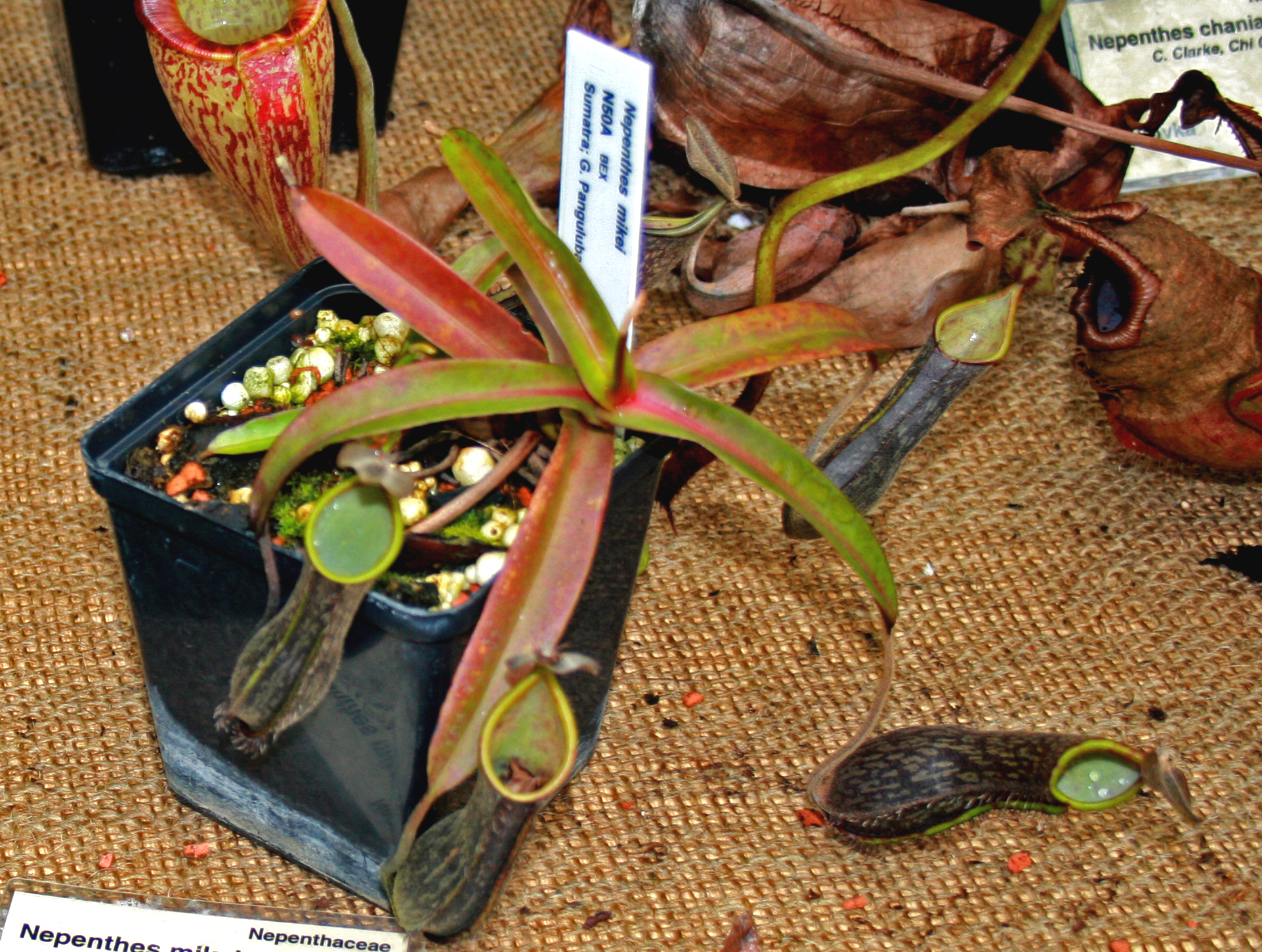